# 마리오 르미외
마리오 르미외(프랑스어: Mario Lemieux, 1965년 10월 5일~)는 캐나다의 은퇴한 아이스하키 선수로 포지션은 센터이다. 그는 1994년부터 2006년까지 내셔널 하키 리그(NHL)의 피츠버그 펭귄스에서 활약했다. 아이스하키 역사상 가장 위대한 선수 중 한 명으로 큰 체구임에도 재치있는 경기 운영을 하는 플레이메이커로 평가받는다. NHL에서 17시즌 동안 활동하면서, 1991년과 1992년 연속으로 스탠리 컵에서 우승했다. 이후 피츠버그는 그가 구단주가 된 후인 2009년, 2016년, 2017년에도 스탠리 컵 우승을 달성했다. 캐나다 국가대표팀의 일원으로 활동하면서 1987년 캐나다컵, 2002년 동계 올림픽, 2004년 아이스하키 월드컵에서 우승을 차지했다. 그는 NHL 선수 협회에서 선정하는 최우수 선수(MVP)상인 레스터 B. 피어슨 상을 4회, NHL 정규 리그 최우수 선수에게 주는 하트 트로피 3회, 리그 득점왕에게 주는 아트 로스 트로피를 6번 받았으며, NHL 플레이오프 최우수 선수상인 콘 스미스 트로피를 1991년과 1992년에 2번 연속으로 수상하였다. 은퇴 당시 그는 690골, 1033개의 어시스트를 기록하면서 NHL에서 역대 7번째로 높은 득점을 기록했다. 또한 NHL 경기당 골 평균을 0.754점을 기록하여 0.762점을 기록한 마이크 보시에 이어 역대 2위에 올랐으며, 경기 당 득점 평균도 1.883점을 기록하여 1.921점을 기록한 웨인 그레츠키의 뒤를 이어 NHL 역대 2위에 올랐다.
1984-85 시즌부터 2005-06 시즌까지 22년 동안 활동하는 동안 건강 문제로 인해 그 동안 치러진 1430번의 정규 시즌 경기 중 915번의 경기에만 출전할 수 있었다. 그의 NHL 첫 경기는 1984년 10월 11일에 열렸으며, 그의 현역 마지막 경기는 2005년 12월 16일에 열렸다. 그가 선수 생활 동안 앓아왔던 질병으로 요추 추간판 탈출증, 호지킨 림프종, 고관절 주위의 만성 건염, 만성 요통이 있었으며, 1997년에 림프종 투병으로 인해 첫번째 은퇴를 선언했으며, 2006년 심방세동을 진단받은 후 다시 은퇴를 선언했다. 특히 호지킨 림프종으로 인해 1994-95 시즌 전체를 결장했다. 전체 시즌 결장 이후 다음 시즌인 1995-96 시즌에는 하트 트로피를 수상하고, 2000년에 은퇴 후 복귀했을 때에는 하트 트로피 최종 후보에 오르기도 했다.
1997년 1차 은퇴 당시 하키 명예의 전당에 의해 헌액 후보 조건인 3년의 유예 기간을 예외로 하고 바로 헌액되었다. 이후 3년 후인 2000년에 현역으로 복귀하면서 고디 하우, 레몽 부르크의 뒤를 이어 NHL 역사상 3번째로 명예의 전당에 헌액된 선수가 다시 현역 선수로 복귀하는 사례를 남겼다. 또한 1999년에는 자신의 소속팀인 피츠버그 펭귄스가 파산하자 이를 인수하여 구단주에 올랐고, 현재까지 로널드 버클과 함께 공동 구단주로 활동하고 있다. 또한 호지킨 림프종 연구와 신생아 치료 및 연구를 하는 의료 연구 단체인 마리오 르미외 재단을 설립하여 회장으로도 활동하고 있다. 2017년에는 "위대한 NHL 선수 100인" 중 한 사람으로 선정되었다.